# Sydkorea i olympiska vinterspelen 1964
Sydkorea deltog med sju deltagare vid de olympiska vinterspelen 1964 i Innsbruck. Ingen av landets deltagare erövrade någon medalj.